# Ochotona nubrica
Ochotona nubrica és una espècie de pica de la família dels ocotònids que viu a la Xina, Bhutan, l'Índia, el Nepal i el Pakistan.